# Geologisches Profil

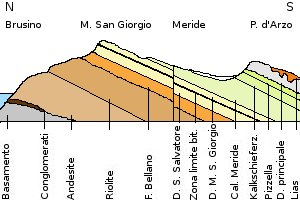
Nord-Süd-Schnitt durch den Monte San Giorgio

Unter einem geologischen Profil versteht man einen grafischen Querschnitt durch die (meist obersten Bereiche der) Erdkruste, in welchem die räumliche Anordnung von Gesteinskörpern, Störungen und anderen geologischen Strukturen im Untergrund dargestellt ist. Ein geologisches Profil ist oft eine Ergänzung zu einer geologischen Karte oder wird in einem Modell dargestellt. Der Maßstab kann dabei zwischen einigen 100 Metern und mehreren 100 Kilometern schwanken. Im Gegensatz zu reinen Höhenprofilen werden geologische Profile nicht überhöht dargestellt, damit Mächtigkeiten und ggf. Fallwinkel nicht unnötig verzerrt werden. Zur Erstellung eines geologischen Profils werden sowohl direkt gewonnene Daten aus Gesteinsaufschlüssen (an der Erdoberfläche und aus Bohrkernen) als auch indirekte Daten aus geophysikalischen Messungen (Bohrlochgeophysik, seismische Untersuchungen) herangezogen.

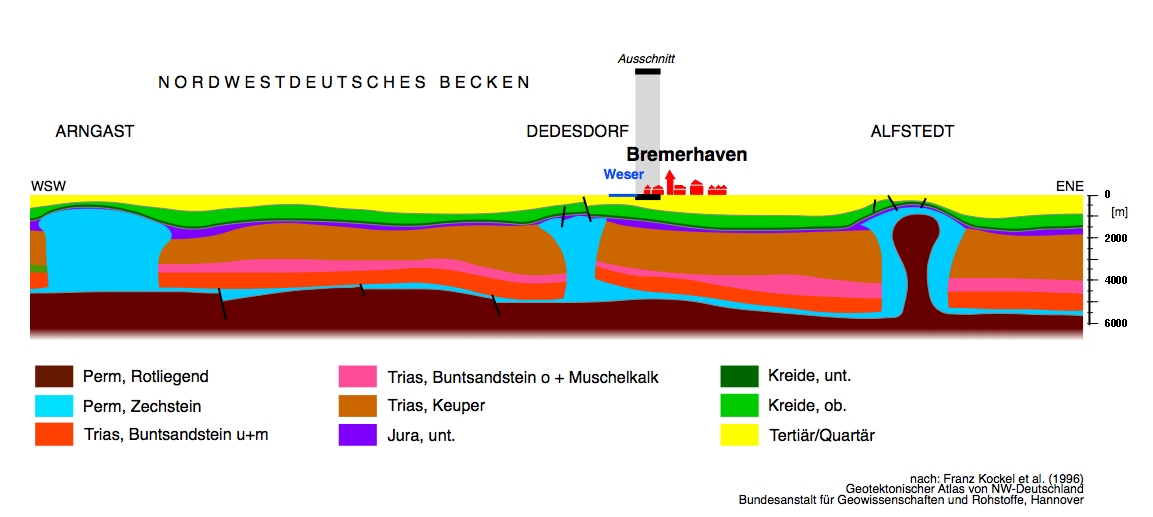
Profilschnitt durch das Nordwestdeutsche Becken von Westsüdwest nach Ostnordost. Enthalten sind die Schichten ab dem Rotliegend (Unter- oder Mittelperm)

## Geschichte
Ein erstes gezeichnetes Profil stammt wahrscheinlich von Johann Gottlob Lehmann (Versuch einer Geschichte der Flöz-Gebirge 1756) und ist vom Südharzrand bei Nordhausen. Es zeigt einen Schnitt von Grauwacke über Rotliegend und Zechstein bis Buntsandstein von Ilfeld bis Nordhausen. Darauf baute wenig später Georg Christian Füchsel in Thüringen mit der ersten geologischen Karte in Deutschland 1762 auf.

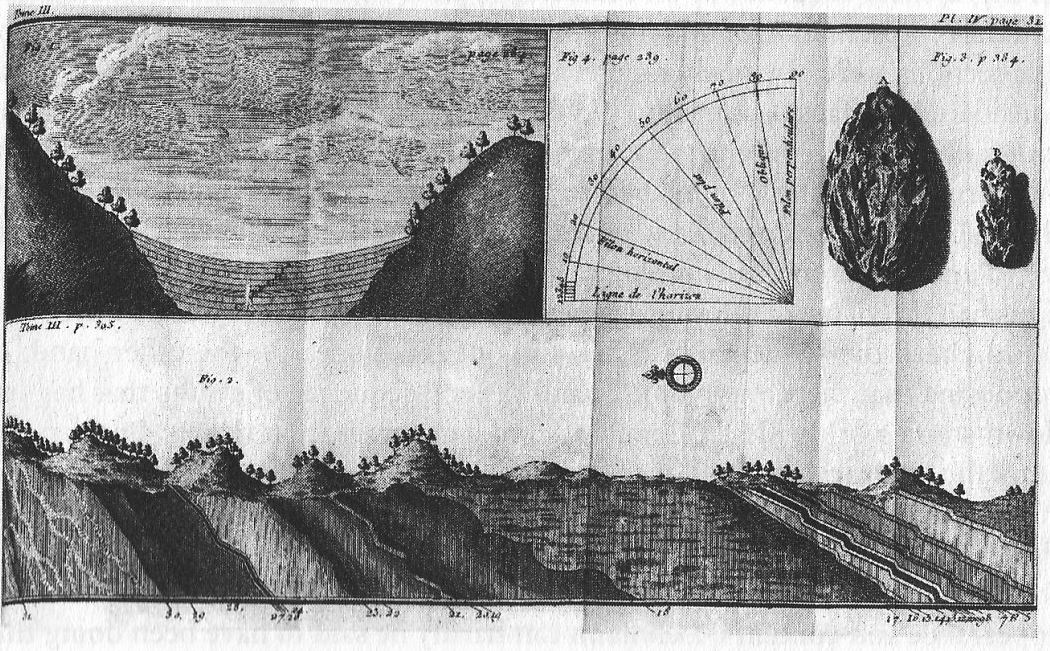
Johann Gottlob Lehrmanns Profil durch den Südharz 1756 bei Ilfeld und Nordhausen

In England fertigte John Whitehurst 1782 in Derbyshire geologische Profile an und ab 1785 der Bildhauer White Watson in Form von Schautableaus.

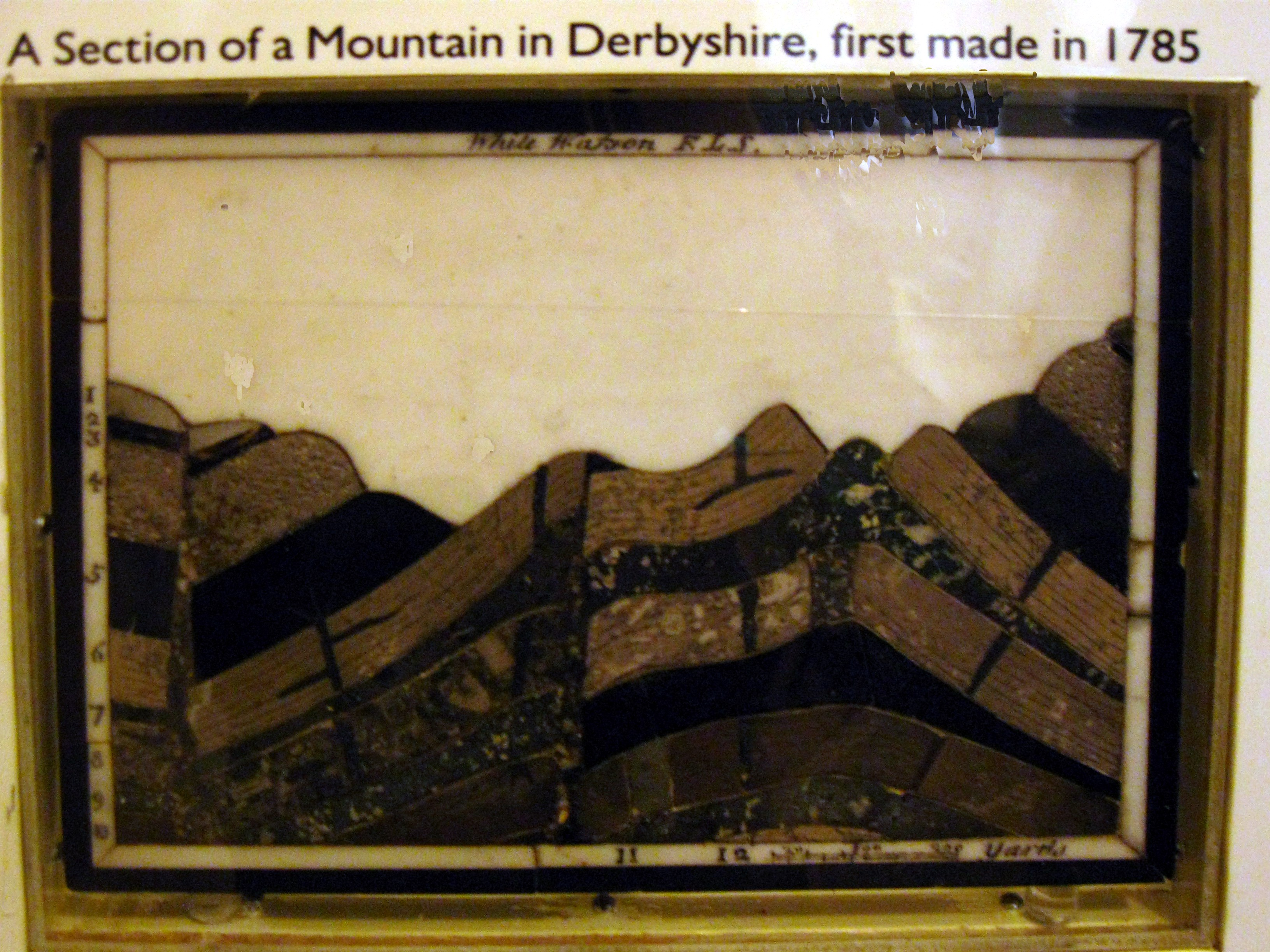
Geologisches Profil eines Berges in Derbyshire von White Watson aus dem Jahr 1785

## Abgrenzung
Mit geologischen Profilschnitten nicht zu verwechseln sind die ebenfalls in der Geologie anzutreffenden Schicht- oder Säulenprofile. Diese dienen der teils sehr detaillierten Darstellung von sedimentären Schichtenfolgen im Metermaßstab, wie sie in einzelnen Tagesaufschlüssen angetroffen oder bei einer Bohrung erbohrt wurden. Nicht selten werden in diesem Zusammenhang, analog zu Bodenprofilen, auch die aufgeschlossenen Schichtenfolgen als „Profile“ bezeichnet. Verwendung finden solche Profile vor allem in der Stratigraphie und Sedimentologie.